# Schefferville
Schefferville [ʃɛfœʁvil] est une ville du Québec, située dans la municipalité régionale de comté de Caniapiscau, dans la région administrative de la Côte-Nord.
En plein cœur de la péninsule du Labrador, à 500 km au nord du port de Sept-Îles, la ville est sise à 54° 49' de latitude nord et à 66° 50' de longitude ouest, entre les lacs Knob Lake et Pearce.
En 1982, la compagnie IOC a cessé ses opérations minières et la plupart des habitants ont dû quitter la ville.
Depuis 2011, Schefferville connaît un nouveau souffle avec l'arrivée des deux compagnies minières Labrador Iron Mines en 2011 et New Millennium Iron avec l'aciériste indien Tata Steel en 2012.

## Histoire
La ville tire son nom de Mgr Lionel Scheffer (1904-1966), qui fut vicaire apostolique du Labrador de 1946 à 1966. La construction de la ville débuta tard en 1953, mais ce n'est qu'au printemps 1954, après que le Chemin de fer de la Côte-Nord et du Labrador eût été terminé, que les travaux furent entrepris sur une grande échelle. La ville fut incorporée en 1955 en vertu de la loi sur l'organisation municipale des villages miniers.
Le gouvernement de Maurice Duplessis portait un grand intérêt au développement minier dans cette région du nord du Québec. Le premier ministre du Québec y passera d'ailleurs les derniers jours de sa vie en 1959. Terrassé par une attaque de paralysie cérébrale le vendredi 4 septembre, Maurice Duplessis meurt à Schefferville le jour de la fête du Travail, le 7 septembre 1959 à minuit cinq minutes.
En 1972, une nouvelle réserve (Matimekosh) de 106 habitations a été construite à Schefferville, pour remplacer celle sise un peu à l'extérieur de la ville (Lac-John), foyer de quelque 800 Amérindiens Montagnais ou Naskapi.
En 1975, un programme a été lancé pour ajouter 236 garçonnières, à louer aux employés qui vivaient dans des logements pour ouvriers. Les rues, bordées de trottoirs de béton, sont pavées, et on y trouve un peu partout des jardins, pelouses et arbustes. Au centre de la ville se dressent trois églises et trois écoles modernes. Les églises catholique, anglicane et unie desservent le culte, tandis que deux écoles catholiques et une école protestante pourvoient à l'instruction de nombreux enfants.
Le quartier des affaires comportait deux institutions bancaires, un cinéma, deux hôtels, des restaurants, une ferronnerie, des stations service et des magasins épiceries. Plusieurs boutiques de marchands de journaux, de coiffeurs, de bijoutiers, de vêtements pour hommes et femmes, de buanderie et autres sont groupées dans deux édifices commerciaux. Un hôtel de ville, incluant un poste de police et le service des incendies, un bureau fédéral des postes et un hôpital moderne de 33 lits avec médecins.
Les installations pour la récréation et les sports ont été centralisées sous un même toit, soit l'aréna, le centre récréatif, le centre culturel et le gymnase. L'aréna, à glace artificielle, offrait des divertissements huit mois par année : le hockey, le patinage et le ballon-balai. Le centre récréatif avait une piscine aux dimensions olympiques, quatre allées de quilles, trois pistes de curling, une bibliothèque et une salle de conférence.
En 1976, Schefferville fut l'hôte des jeux d'hiver de l'Arctique, une compétition sportive qui regroupa plus de 1 000 athlètes du Yukon, de l'Alaska, des territoires du Nord-Ouest et du Nord du Québec.
Pendant l'année scolaire 2006-2007, l'école primaire et secondaire a été rénovée en totalité. Depuis le mois de juillet 2007, la communauté innue a un nouveau chef, M. Réal McKenzie.
Schefferville, le dernier train, de l'album  Sauvage est une chanson connue de Michel Rivard sur l'exode vers le «sud» des travailleurs du fer et de ses conséquences sur cette ville mono-industrielle.

## Ville minière
Des mines de fer y furent exploitées de 1954 à 1982 par la Compagnie Iron Ore du Canada (en anglais Iron Ore Company of Canada) alors que la population grimpait à 5 000 habitants. L'exploration minière s'est toutefois poursuivie.
L'exploitation des mines de Schefferville a été relancée par Labrador Iron Mines avec l'ouverture de la mine James en juin 2011 puis de la mine Redmond en juillet 2013 avec une installation de traitement (« Silver Yards »). Labrador Iron Mines a livré dès sa deuxième année en 2013 un million et demi de tonnes de fer en Chine via le port de Sept-Îles.

## Démographie
| 1981  | 1991 | 1996 | 2001 | 2006 | 2011 | 2016 | 2021 |
| ----- | ---- | ---- | ---- | ---- | ---- | ---- | ---- |
| 2 000 | 303  | 578  | 240  | 202  | 213  | 155  | 244  |

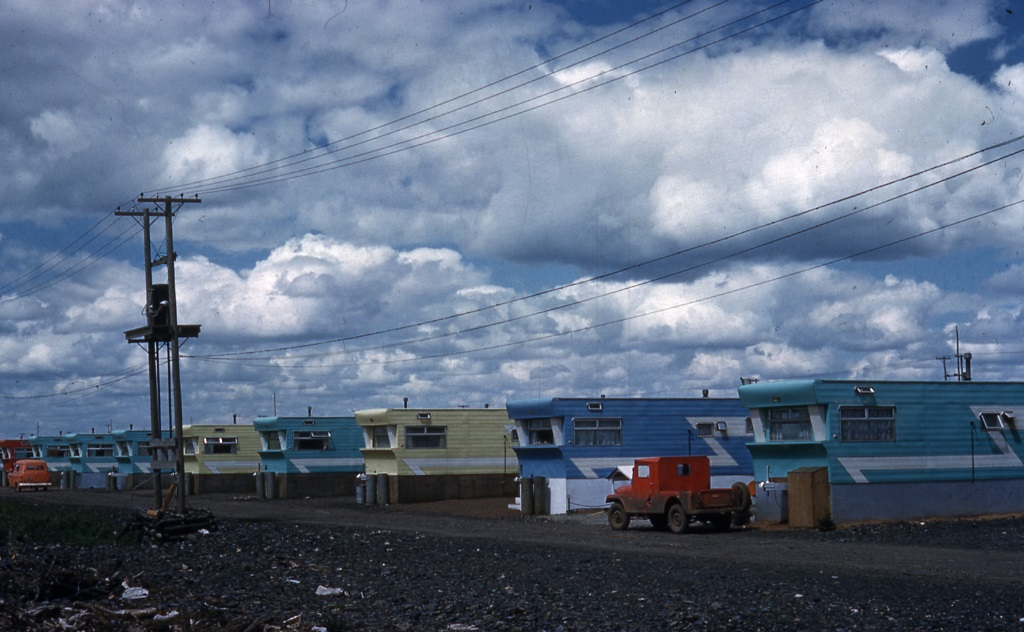
Maisons mobiles à Schefferville en 1959.

Schefferville compte plus de 1 500 habitants permanents mais le recensement de 2016 y dénombre seulement 155 habitants non-autochtones.
En 2022, Schefferville comptait environ 1 100 Innus, 800 Naskapis, et une centaine de Blancs, essentiellement des résidents de passage, pour les services de santé et l’enseignement.
Les communautés Innu/Naskapi composent la plus grande partie de la population : 
- la nation innue de Matimekush-Lac John (985 habitants).
- la nation naskapie de Kawawachikamach (773 habitants).

## Administration
Schefferville est dirigée principalement par un administrateur nommé par le gouvernement du Québec.
Le peuple innu a un pouvoir très limité et demande plus d'autonomie sur son territoire (Nitassinan).

## Loisir
La saison estivale accueille de nombreux touristes pour les activités de plein-air, la pêche et la chasse au caribou.

## Culture

### Personnalités
- Richard Geren (1917-2002), géologue, vice-président de la OIC, officier de l'ordre du Canada.
- Claude McKenzie (né en 1967), chanteur innu.

### Littérature
. Schefferville est le modèle de la ville imaginaire de Norferville, dans le roman du même nom de Franck Thilliez, publié en 2024.
. Le roman noir : Une saison pour les ombres de James Ellory prend place à Schefferville, rebaptisé Jasperville dans le récit. 

## Accès
Les seuls moyens pour se rendre à Schefferville sont le train et l'avion à partir de Sept-Îles à 500 km au sud. Schefferville est le terminus nord du chemin de fer Transport Ferroviaire Tshiuetin, acquis de la Quebec North Shore & Labrador Railway, construit de 1950 à 1952 pour transporter le minerai de fer jusqu'au port de Sept-Îles. La desserte aérienne de la ville s'effectue via l'aéroport de Schefferville.
Les routes locales de Schefferville ne sont pas raccordées au réseau routier québécois. Néanmoins, quelques routes locales permettent à partir du centre du village de Schefferville d'atteindre:
- le lac Astray (au Labrador, côté sud du village) en suivant la vallée de la rivière Gilling, soit environ 26 km de route;
- le lac Attikamagen (au Labrador, côté nord-est du village), où il y a environ 25 habitations sur la rive ouest, soit environ 25 km de route. Cette route passe au nord du lac Dolly près duquel il y avait une station militaire du réseau Mid-Canada Line Site 300. Cette route permet aussi de desservir le village de Kawawachikamach (au Québec) qui est une réserve naskapie située du côté ouest d'un lac;
- le lac La Tesserie (au Québec, côté nord du village), soit environ 34 km de route. Une branche de cette route mène au site québécois d'une mine de fer, au nord de O'Nelly Lake.

## Infrastructure
Les résidents de Schefferville et des communautés environnantes sont alimentées par la centrale Menihek au Labrador, propriété de Newfoundland and Labrador Hydro filiale de Nalcor Energy.
Schefferville dispose de 2 groupes diesel de réserve d'une puissance totale de 3 400 kW ne fonctionnant qu'en cas
de perte de production du plus gros groupe à Menihek ou de perte des lignes de 69 kV.

## Climat
| Mois                                        | jan.                                           | fév.                                           | mars         | avril         | mai                                            | juin         | jui.                                           | août                                           | sep.                                           | oct.                                           | nov.          | déc.                                           | année            |
| ------------------------------------------- | ---------------------------------------------- | ---------------------------------------------- | ------------ | ------------- | ---------------------------------------------- | ------------ | ---------------------------------------------- | ---------------------------------------------- | ---------------------------------------------- | ---------------------------------------------- | ------------- | ---------------------------------------------- | ---------------- |
| Température minimale moyenne (°C)           | −28,6                                          | −27,7                                          | −22          | −12,9         | −3,6                                           | 3            | 7,6                                            | 6,5                                            | 1,6                                            | −4,5                                           | −12,7         | −24,1                                          | −9,8             |
| Température moyenne (°C)                    | −23,4                                          | −21,9                                          | −15,7        | −7,2          | 1,1                                            | 8,3          | 12,4                                           | 11                                             | 5,4                                            | −1,4                                           | −9,1          | −19,5                                          | −5               |
| Température maximale moyenne (°C)           | −18,4                                          | −16,3                                          | −9,5         | −1,6          | 5,7                                            | 13,6         | 17,2                                           | 15,4                                           | 9                                              | 1,5                                            | −5,6          | −15                                            | −0,3             |
| Record de froid (°C) date du record         | −48,3 1957/15                                  | −50,6 1950/07                                  | −45 1964/10  | −36,1 1950/08 | −23,3 1972/01                                  | −7,8 1971/02 | −2,2 2018/01                                   | −3,3 1948/30                                   | −9,4 1948/29                                   | −19,4 1974/22                                  | −35,6 1949/23 | −47,2 1989/27                                  | −50,6 1950/02/07 |
| Record de chaleur (°C) date du record       | 5,1 1986/28                                    | 5,1 1981/24                                    | 9,4 1953/25  | 13,1 1984/28  | 28,3 1950/31                                   | 34,3 1989/24 | 31,7 1970/25                                   | 28,7 1990/05                                   | 27,9 2008/03                                   | 20,6 1970/10                                   | 9,8 1977/11   | 5,6 2020/26                                    | 34,3 1989/06/24  |
| Précipitations (mm)                         | 48,8                                           | 38,9                                           | 47,8         | 52,6          | 51                                             | 70           | 103,3                                          | 89,4                                           | 94,3                                           | 75,7                                           | 68,2          | 53,4                                           | 793,6            |
| dont pluie (mm)                             | 0,2                                            | 0,2                                            | 1,8          | 7             | 24,9                                           | 63,7         | 103                                            | 86,9                                           | 79,2                                           | 25,7                                           | 8,4           | 1,2                                            | 402,2            |
| dont neige (cm)                             | 52,5                                           | 42,6                                           | 50,2         | 47,4          | 25                                             | 6,1          | 0,4                                            | 2,3                                            | 14,8                                           | 51,6                                           | 65,1          | 57,1                                           | 415              |
| Record de pluie en 24 h (mm) date du record | 24,6 1958/18                                   | 2,8 1960/15                                    | 10,6 1987/31 | 23,4 1979/29  | 29,5 1958/29                                   | 51,3 1958/14 | 54,4 1989/19                                   | 48,5 1970/01                                   | 45,2 1990/16                                   | 34,3 1959/24                                   | 34,8 1966/03  | 5,8 1982/03                                    | 54,4 1989/07/19  |
| Record de neige en 24 h (cm) date du record | 30,6 1982/18                                   | 29 1976/02                                     | 36,4 1982/27 | 30,2 1975/07  | 22,6 1974/13                                   | 23,7 1978/13 | 9 1979/04                                      | 23,9 1965/29                                   | 28,4 1960/13                                   | 35,6 1951/27                                   | 29 1990/11    | 25,4 1973/22                                   | 36,4 1982/03/27  |
| Nombre de jours avec précipitations         | erreur pluie-jour-jan n'est pas un nombre (<1) | erreur pluie-jour-fev n'est pas un nombre (<1) | 1            | 3             | 9                                              | 14           | 18                                             | 19                                             | 16                                             | 7                                              | 2             | erreur pluie-jour-dec n'est pas un nombre (<1) | 90               |
| Humidité relative (%)                       | 69                                             | 66                                             | 64           | 64            | 62                                             | 56           | 59                                             | 61                                             | 67                                             | 73                                             | 77            | 72                                             | 72               |
| Nombre de jours avec neige                  | 17                                             | 15                                             | 16           | 13            | 11                                             | 3            | erreur neige-jour-jul n'est pas un nombre (<1) | erreur neige-jour-aou n'est pas un nombre (<1) | 6                                              | 17                                             | 20            | 18                                             | 136              |
| Nombre de jours d'orage                     | 0                                              | 0                                              | 0            | 0             | erreur orage-jour-mai n'est pas un nombre (<1) | 1            | 2                                              | 1                                              | erreur orage-jour-sep n'est pas un nombre (<1) | erreur orage-jour-oct n'est pas un nombre (<1) | 0             | 0                                              | 5                |

| Diagramme climatique                                  |                |             |               |           |         |              |             |          |             |               |              |
| J                                                     | F              | M           | A             | M         | J       | J            | A           | S        | O           | N             | D            |
| −18,4−28,648,8                                        | −16,3−27,738,9 | −9,5−2247,8 | −1,6−12,952,6 | 5,7−3,651 | 13,6370 | 17,27,6103,3 | 15,46,589,4 | 91,694,3 | 1,5−4,575,7 | −5,6−12,768,2 | −15−24,153,4 |
| Moyennes : • Temp. maxi et mini °C • Précipitation mm |                |             |               |           |         |              |             |          |             |               |              |